# Пиракуара
Пиракуара (порт. Piraquara) — муниципалитет в Бразилии, входит в штат Парана. Составная часть мезорегиона Агломерация Куритиба. Входит в экономико-статистический микрорегион Куритиба. Население составляет 82 006 человек на 2007 год. Занимает площадь 227,560 км². Плотность населения — 455,2 чел./км².

## История
Город основан 29 января 1890 года.

## Статистика
- Валовой внутренний продукт на 2003 год составляет 303 512 172,00 реалов (данные: Бразильский институт географии и статистики).
- Валовой внутренний продукт на душу населения на 2003 год составляет 3391,16 реалов (данные: Бразильский институт географии и статистики).
- Индекс развития человеческого потенциала на 2000 год составляет 0,744 (данные: Программа развития ООН).

## География
Климат местности: умеренный. В соответствии с классификацией Кёппена, климат относится к категории Cfb.